# Rock & Roll Hall of Fame Covers EP
Rock & Roll Hall of Fame Covers EP é um EP da banda Red Hot Chili Peppers, lançado em 2012 pelo iTunes apenas para download. A banda anunciou o EP através do seu site em 19 de abril de 2012, com o título We Salute You, embora tenha sido alterado logo depois. O EP consiste em 6 covers de algumas das maiores influências da banda e foi lançado para comemorar a entrada da banda no Rock and Roll Hall of Fame. 5 das 6 músicas nunca foram lançadas digitalmente antes.
A "Teenager in Love" foi lançada originalmente como b-side de "By The Way". "Havana Affair" foi gravada para o álbum We’re a Happy Family- A Tribute To Ramones em 2003. "Search and Destroy" foi lançada originalmente como b-side de "Give It Away". “Everybody Knows This Is Nowhere” foi gravada ao vivo na I'm With You Tour e lançado pela primeira vez através do site da banda em um de seus bootlegs oficiais. "I Get Around" foi gravada durante o Musicares no tributo para Brian Wilson em 2005 e só o show em um DVD foi lançado. E "Suffragette City" foi lançada como b-side de Aeroplane.
| Críticas profissionais                                                      | Críticas profissionais |
| Avaliações da crítica                                                       | Avaliações da crítica  |
| Fonte                                                                       | Avaliação              |
| --------------------------------------------------------------------------- | ---------------------- |
| allmusic                                                                    | [ 3 ]                  |
| Rolling Stone                                                               | [ 4 ]                  |
| Esta tabela precisa de ser acompanhada por texto em prosa. Consulte o guia. |                        |

## Canções
| N.º            | Título                                      | Compositor(es)                | Artista Original      | Duração |  |
| 1.             | "Teenager in Love"                          | Doc Pomus, Mort Shuman        | Dion and the Belmonts | 3:00    |  |
| 2.             | "Havana Affair"                             | Dee Dee Ramone, Johnny Ramone | The Ramones           | 2:19    |  |
| 3.             | "Search and Destroy"                        | Iggy Pop, James Williamson    | The Stooges           | 3:32    |  |
| 4.             | "Everybody Knows This is Nowhere" (ao vivo) | Neil Young                    | Neil Young            | 2:17    |  |
| 5.             | "I Get Around" (ao vivo)                    | Brian Wilson, Mike Love       | The Beach Boys        | 2:19    |  |
| 6.             | "Suffragette City" (ao vivo)                | David Bowie                   | David Bowie           | 3:42    |  |
| Duração total: | Duração total:                              | Duração total:                | Duração total:        | 17:13   |  |

## Créditos
- Flea – baixo, backing vocals
- John Frusciante - guitarra, backing vocals em #1, #2, #3, #5
- Anthony Kiedis – Vocais
- Josh Klinghoffer – guitarra, backing vocals em #4
- Dave Navarro - guitarra em #6
- Chad Smith – bateria, percussão